# Højdespring uden tilløb (atletik)
Højdespring uden tilløb eller stående højdespring er en nu afskaffet atletikdisciplin. 
Højdespring uden tilløb var med på det olympiske program 1900-1912. Disciplinen var med på DM-programmet 1911. 